# Francileudo Silva dos Santos
Francileudo Silva dos Santos (* 20. März 1979 in Zé Doca) ist ein ehemaliger brasilianisch-tunesischer Fußballspieler.

## Verein
Santos spielte zunächst in seinem Heimatland bei Sampaio Corrêa FC, bevor er 1996 von Standard Lüttich aus Belgien verpflichtet wurde. Dort kam er nur in der Reserve zum Einsatz und wechselte daher nach zwei Spielzeiten zu Étoile Sportive du Sahel nach Sousse, Tunesien. Der Verein wurde seinerzeit von Jean Fernandez, dem Entdecker Zinédine Zidanes, trainiert. Santos erzielte in den beiden Spielzeiten bei diesem Verein 32 Tore in 50 Spielen, bevor er mit Jean Fernandez nach Frankreich in die Zweite Division zu FC Sochaux wechselte. Im Juli 2005 wurde er von Sochaux für eine Ablösesumme von 3,25 Millionen Euro zum erstklassigen Toulouse FC transferiert.
Von Februar 2007 bis Mai 2007 spielte er leihweise für den FC Zürich. Er schoss in den letzten drei Spielen drei Tore und hatte so maßgebenden Anteil am 11. Meistertitel des Stadtclubs. Von Juli 2009 bis Januar 2010 war er vereinslos, fand dann jedoch im französischen Zweitligisten FC Istres einen neuen Arbeitgeber. Im Sommer 2010 kehrte er nach Tunesien zurück und schloss sich Etoile du Sahel an. Mit dem Klub spielte er in den folgenden Jahren um die Meisterschaft, ohne diese jedoch gewinnen zu können. Nach drei Spielzeiten wechselte er zu ASM Belfort in die vierte französische Liga. Die Saison 2015/16 verbrachte er noch beim Schweizer Fünftligisten FC Porrentruy und beendete dann seine aktive Karriere.

## Nationalmannschaft
Der tunesische Fußballverband schlug Santos schon Anfang 2000 die Einbürgerung vor. Santos jedoch hoffte noch, für Brasilien spielen zu dürfen. Dies änderte sich, als andere bekannte Spieler wie Júlio Baptista, Robinho und Fred den Vorzug in der Seleção bekamen. So wurde Santos Ende 2003 tunesischer Staatsbürger und spielte für die tunesische Nationalmannschaft. Sein Debüt gab er gegen Benin im Jahre 2004. Er ist ein sehr beliebter Spieler in Tunesien. Auf ihm ruhten viele Hoffnungen für die WM 2006, aufgrund einer Knieverletzung konnte er jedoch nicht eingesetzt werden.

## Auszeichnungen/Erfolge
- Afrikameister: 2004
- Torschützenkönig bei Fußball-Afrikameisterschaft 2004
- Französischer Pokalsieger: 2004
- Torschützenkönig Tunesiens: 1999
- Torschützenkönig in Frankreichs Ligue 2: 2001
- Meister in Frankreichs Ligue 2: 2001
- Schweizer Meister mit dem FC Zürich 2007